# Roland Freese

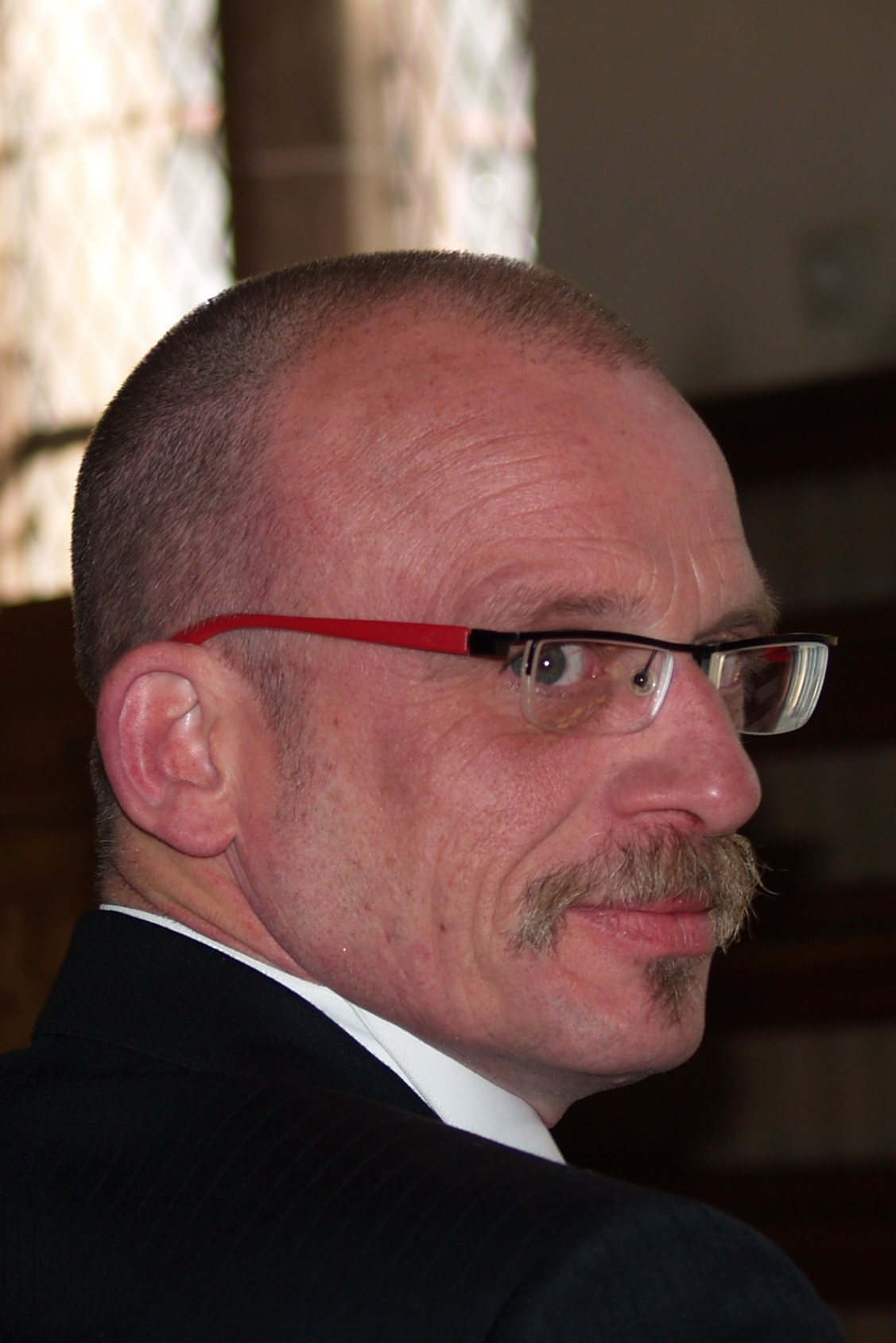
Roland Freese (2008)

Roland Freese (* 14. Juli 1958) ist ein deutscher forensischer Psychiater.

## Leben
Roland Freese ist Facharzt für Psychiatrie und Forensischer Psychiater (DGPPN) und bezeichnet sich selbst als „forensischer Sozialpsychiater“. Er arbeitete zunächst im Psychiatrischen Krankenhaus Gießen, wechselte 1991 in die Klinik für forensische Psychiatrie Haina und wurde 1998 Oberarzt. 1999 übernahm er als Abteilungsleiter die Leitung der landesweit operierenden Forensischen Fachambulanz Hessen (FFH), an deren Aufbau er maßgeblich beteiligt war. Von 2003 bis 2009 war er auch Ärztlicher Direktor der Klinik für forensische Psychiatrie im Zentrum für Soziale Psychiatrie (ZSP) Rheinblick in Eltville am Rhein. Seit 2009 ist er Ärztlicher Direktor der nunmehr eigenständigen Vitos forensisch-psychiatrische Ambulanz Hessen. Freese ist außerdem Sprecher der bundesweiten ARGE forensische Ambulanzen.
Freese gehört seit 1980 dem Gießener Wingolf an.

## Werk
Die in Hessen 1988 eröffnete Ambulanz war die zweite in der Bundesrepublik Deutschland, nach der Gründung der ersten Forensischen Ambulanz in Berlin 1987. Bis vor etwa 5 Jahren sind in der Bundesrepublik die mittleren Verweildauern im Maßregelvollzug angestiegen. Gleichzeitig hat sich in der Zeit von 1992 bis 2004 die Zahl der nach §63 StGB untergebrachten psychisch gestörten Rechtsbrecher verdoppelt. In Anbetracht dieser Entwicklung ist die besondere Situation der von Freese mitbegründeten und geleiteten Forensischen Ambulanz in Hessen zu verstehen. In Hessen konnten nämlich entgegen dem Trend in der übrigen Bundesrepublik die Verweildauern konstant gehalten werden. Jüngere Daten belegen sogar einen Rückgang der Verweildauern in Hessen. Dies wird in der Literatur auf die rückfallpräventive Arbeit der Forensischen Ambulanz unter Freese zurückgeführt. Dieser Sachverhalt begründet die günstige Beurteilung der Arbeit Freeses in deutschsprachigen Lehrbüchern.

## Schriften
- R. Freese: Ambulante Kriminaltherapie. Psychiatrische Kriminaltherapie. Band 2, Pabst Science Publishers, Lengerich 2003, ISBN 3-89967-036-1.